# World Press Photo
A World Press Photo egy független, nonprofit szervezet, melyet 1955-ben Amszterdamban alapítottak. A World Press Photo rendezi meg a világ legnagyobb és legnívósabb sajtófotó-pályázatát. A díjkiosztó ceremónia helyszíne minden évben Amszterdam, Oude Kerk. A verseny után a nyertes képek egy világkörüli kiállításon vesznek részt - a kiválasztott fotók 40 országba jutnak el. A nyertes képeket tartalmazó évkönyv hat nyelven jelenik meg.

## Kategóriák
A World Press Photo pályázatára az alábbi kategóriákban lehet nevezni: 
- Helyszíni hír
- Általános hír
- Emberek a hírekben
- Sportesemény
- Sport features
- Korunk kérdései
- Hétköznapok
- Portrék
- Művészet, szórakozás
- Természet

A szervezet másik kitüntetett célja a professzionális sajtófotózás támogatása egy széles nemzetközi skálán, hogy serkentse a fotóriporteri munka fejlődését, elősegítse a tudás terjesztését. Segít kifejleszteni a magas színvonalat a fotóriporteri munkában és támogatja az ingyenes és korlátlan információcserét. Számos oktatással kapcsolatos projektet vezet az egész világon: szemináriumokat, workshopokat szervez fotósok, képszerkesztők számára, és évente megrendezi a Joop Swart mesterkurzust, amely célja a pályakezdő művészek segítése.

## A versenyben való részvétel feltételei
- részt vehet bárki, aki hivatásszerűen űzi a sajtófotózás műfaját (nincs nevezési díj)
- nem csak egyénileg lehet nevezni, hanem egy újság, ügynökség is kiválaszthatja az elmúlt év általa legjobbnak ítélt, hírhez kötődő fotóját, és benevezheti azt
- lehet nevezni egyedi képpel vagy fotósorozattal[1]

## A zsűri
A 19 tagú zsűri minden év februárjában bírálja el a fotókat. A bíráló tagok lehetnek képszerkesztők, fotósok, sajtóügynökségek képviselői. A testület a World Press Photo-tól (mint szervezettől) függetlenül működik és dönt. A nyerteseket február végén egy sajtótájékoztató keretében hirdetik ki, és áprilisban vehetik át a díjukat Amszterdamban.

## Az elmúlt 10 év magyar nyertesei
- 2001: Szentpéteri József második díjat nyert Természet kategóriában Hosszúfarkú tiszavirágok rajzása című képével.[2]
- 2002: Gárdi Balázs nyerte el a legjobbnak kijáró díjat Sportesemény kategóriában, a debreceni tornász világbajnokságon készített sorozatáért[3]
- 2005: Dezső Tamás második helyezést ért el a ‘Hétköznapok’ kategóriában, Romániában készített fotósorozatával.[4]
- 2007: Szigetváry Zsolt megnyerte az első díjat Általános hír kategóriában, a budapesti zavargásokon készült sorozatával.[5]
- 2008: Gárdi Balázs ismét első díjat nyert Általános hír kategóriában afganisztáni kép-sorozatáért. A sorozat egyik képe pedig egyéniben is első helyezett lett.

Szigetváry Zsolt 2008-ban második lett Korunk kérdései kategóriában a meleg-felvonuláson készített képével.
Még ugyanebben az évben harmadiknak járó díjat kapott Berekai Judit Tomasz Gudzowatyval közösen a ‘Sport features’ kategóriában, indiai jógázókat megörökítő képsorozatukért.
- 2010: Szentpéteri József első díjas lett Természet kategóriában Vadászó jégmadár című képével.[6]
- 2011: Lakatos Péter (MTI) első díjat nyert a Helyszíni hír (Spot news) kategóriában az Öngyilkos ugrás című képével [7]
- 2017: Máté Bence harmadik díjas lett a Természet - Történetek kategóriában.[8]
- 2019: Máté Bence első díjas lett a Természet kategóriában.[9]

## World Press Photo kiállítás Magyarországon
A magyar közönségnek 33 éve[mikor?] van lehetősége megtekinteni az aktuális év díjnyertes pályaműveit felsorakoztató vándorkiállítást.